# Енна-Даган
Енна-Даган (д/н — бл. 2330 до н. е.) — 9-й енсі-гал (верховний володар) Другого царства Марі близько 2347—2330 року до н. е. — за середньою хронологією, (за короткою хронологією — 2247—2230 до н. е.)

## Життєпис
Якійсь родич енсі-галя Ні-зі. за час панування якого обіймав посаду збирача податків в одній з областей та мав титул лугаля («князя»).
Напочатку панування відправив листа до Іркаб-Даму, малікума Ебли, де описує хід протистояння між двома державами та звитяги своїх попередників. Його причиною стало зміни трактування еблаїтськими чиновниками відносин між Марі і Еблою, що відобразилося у формуванні поняття данини (му-ду), оскільки еблаїти стали називати її ніг-ба (подарунки), чим урівнював статус володарів. Цього листа було знайдено в царському архіві Ебли.
Ймовірно спочатку правитель Ебли підтвердив зверхність Марі та сплатив Енна-Дагану щорічну данину. Втім згодом проти Марі утворився союзі Ебли і Абарсала. У наступних кампаніях маріостське військо зазнало низки поразок, внаслідок чого було втрачено землі на правому березі річки євфрат. Втім Енна-даган уклав союз  з державою нагар, з якою поновив війну проти Іркаб-Даму, проте знову зазнав поразки. Зрештою вимушен був укласти мир з малікумом Ішар-Даму.
Йому спадкував Ікун-Ішар.